# Tawhid Ibrahim Begli
Tawhid Ibrahim Begli de son nom azeri Tohid Ibrahimbəyli ou Tofid Ibrahimbəyli (né en 1989 à Lankaran) est un activiste islamiste chiite azerbaïdjanais et le chef de file du Mouvement de résistance islamique d'Azerbaïdjan (Husseinyoun), qui s'oppose au régime d'Ilham Aliyev. Il est recherché par les autorités azerbaïdjanaises pour terrorisme.

## Biographie
Ibrahim Begli est né en 1989, il est un religieux chiite islamiste.
En 2011, il est arrêté pour avoir manifesté contre l'Ambassade d'Israël en Azerbaïdjan. En 2016, il s'exile en Iran et a proposé de créer une brigade azerbaïdjanaise. Celle-ci formera le Mouvement de résistance islamique d'Azerbaïdjan.

## Mandat d'arrêt
Ibrahim Beyli est soupçonné par les autorités azerbaïdjanaises d'être le planificateur de la tentative d'assassinat d'Elmar Valiyev, et d'y avoir envoyé le vétéran de la guerre civile en Syrie Yunis Safarov pour exécuter l'ordre.
Il est visé par un mandat d'arrêt de la part de l'état azerbaïdjanais pour son appartenance à une organisation islamiste pro-iranienne.